# Väjaberget

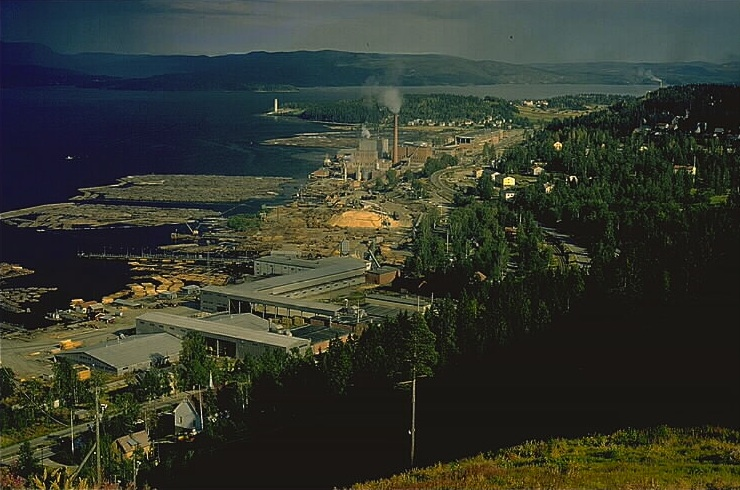
Utsikt från Väjabergets skidbacke mot sågverket och massafabriken, troligen i slutet av 1960-talet.

Väjaberget är ett berg i Väja, Kramfors kommun i Ångermanland (Västernorrlands län). En bilväg leder till bergets topp med vidsträckt utsikt över Väja, Bollstabruk och Bollstafjärden av Ångermanälven. Från denna plats har flera klassiska bilder tagits av Dynäsfabriken.
Skidbacken, som anlades i början av 1950-talet och försågs senare med en ankarlift, har vuxit igen sedan anläggningen stängdes ned omkring 1990. Dess raststuga från 1955 på toppen av berget däremot finns kvar och förvaltas av stiftelsen Dynäs Sociala Fond.